# Bolgár Kommunista Párt
A Bolgár Kommunista Párt Bulgária állampártja volt 1946-1989 között, a kommunista diktatúra vezető politikai szervezete.

## Története
1891. július 20-án alakult meg, mint Bolgár Szociáldemokrata Párt. Alapítója: Dimitar Blagoev.
1894-ben egyesül a Bolgár Szociáldemokrata Szövetséggel, az új párt neve Bolgár Szociáldemokrata Munkáspárt.
1903-ban a Bolgár Szociáldemokrata Munkáspárt két részre szakad, a szociáldemokrata irányzatú Bolgár Szociáldemokrata Munkáspárt ("széles szocialisták") és a kommunista irányzatú Bolgár Szociáldemokrata Munkáspárt ("keskeny szocialisták") pártokra.
A Bolgár Szociáldemokrata Munkáspárt ("keskeny szocialisták") párt 1919-ben fogadja el hivatalos ideológiájaként a leninizmust, ekkor változtatja meg nevét Bolgár Kommunista Párt ("keskeny szocialisták") névre.
Az I. világháborút követő években a BKP komoly politikai népszerűségre tesz szert, az ország második legerősebb pártjává válik.
1924-ben a pártot betiltják. Az illegálisan továbbra is működő BKP legális fedőszerveként 1927-ben létrehozza a Munkáspártot, és annak ifjúsági szervezetét, a Munkás Ifjúsági Szövetséget.
1919 és 1936 között a párton belül két frakció működik, egy mérsékelt és egy radikális. A radikálisok elutasítják a parlamenti munkát és azonnali forradalmat hirdetnek, 1923-ban sikertelen felkelést robbantanak ki, 1925-ben pedig Szófia egyik ortodox székesegyháza ellen terrormerényletet követnek azzal a céllal, hogy az éppen ott tartózkodó cárt és a kormányt likvidálják. A párt vezetése szinte teljesen a radikális frakció kezébe kerül, csak a harmincas évek elejére sikerül a moszkvai emigrációban élő, a mérsékelt szárnyhoz tartozó bolgár kommunistáknak (Georgi Dimitrov és Vaszil Kolarov) átvenni a párt irányítását.
1938-ban az illegális és a legális párt egyesül Bolgár Munkáspárt (kommunisták) név alatt.
1939-ben a párt a szovjet-német békeszerződés (Molotov–Ribbentrop-paktum) aláírása után abbahagyja náciellenes tevékenységét. A Szovjetunió Németország általi 1941-es megtámadása után azonban fegyveres harcot hirdet a "fasiszta" bolgár kormány ellen, számos terrorista akciót hajtva végre Bulgáriában.
1944. szeptember 9-én, egy nappal azután, hogy a szovjet hadsereg megtámadta Bulgáriát, a párt által vezetett Hazafias Front puccsot hajt végre Szófiában és átveszi a hatalmat.
1947-ben a Bolgár Munkáspárt (kommunisták) magához csatolja a Hazafias Frontban részt vevő pártok többségét, s felveszi a Bolgár Kommunista Párt nevet.
A kommunizmus bulgáriai bukása után a Bolgár Kommunista Párt lemond a marxista–leninista ideológiáról, áttér a közelebbről nem definiált "demokratikus szocializmus" ideológiájára, végül a szociáldemokráciára, új nevet véve fel: Bolgár Szocialista Párt.

## Egyéb szervezetek
Miután a BKP lemondott a kommunista ideológiáról és nevet változtatott, egyes párttagok ezzel nem értettek egyet és új pártokat hoztak létre, azt állítván, hogy ezek az új pártok az eredeti BKP örökösei, melyek egytől egyig kis taglétszámú, a parlamenti küszöb közelébe sem kerülő minipártok. (Jogi értelemben a BKP egyetlen örököse a Bolgár Szocialista Párt.)
- Bolgár Kommunista Párt – Marxisták, 1990-ben alakult, 1999-ben beolvadt a Kommunista Pártok Szövetsége szervezetbe. A dzsucse eszme támogatója.
- Bolgár Egyesült Kommunista Párt, 1993-ban alakult, 2000-ben beolvadt a Georgi Dimitrov Bolgár Kommunista Pártba.
- Georgi Dimitrov Bolgár Kommunista Párt, 1990-be alakult, a legnagyobb a kommunista szervezetek közül.
- Bulgária Kommunista Pártja, a Bolgár Szocialista Párt szatellitpártja, egy parlamenti mandátuma van, a Bolgár Szocialista Párt frakciójának részeként. A 2007-es EP-választásokon önállóan vett részt, 0,98%-ot ért el.